# Słownik Murmeliusza
Słownik Murmeliusza (łac. Dictionarius Ioannis Murmellii variarum rerum) – trójjęzyczny słownik zawierający hasła łacińskie, niemieckie i polskie, opublikowany po raz pierwszy w 1528  w oficynie Hieronima Wietora w Krakowie. W niektórych pracach podany jest rok 1526. Był pierwszym wydrukowanym polskim słownikiem w historii .

## Tytuł
Pełny tytuł słownika jest długi, ponieważ zgodnie z ówczesną manierą autor starał się już w tytule zawrzeć krótki opis zawartości oraz cel jego wydania. Brzmi w całości:
Dictionarius Ioannis Murmellii variarum rerum tum pueris tum adultis utilissimus, cum Germanica atquae Polonica interpretatione, adiecto etiam vocabulorum et capitulorum indice
co współcześnie tłumaczy się jako:
Słownik rozmaitości Jana Murmeliusza, niezwykle pożyteczny zarówno dla młodzieży, jak i dla dorosłych, z przekładem niemieckim i polskim, opatrzony także spisem słów i rozdziałów .

## Historia powstania
Słownik stanowi przeróbkę podręcznika do nauki języka łacińskiego wraz z polskim uzupełnieniem. Opiera się na pierwszym rozdziale podręcznika pt. Pappa puerorum, autorstwa niderlandzkiego humanisty Jana Murmeliusa . Dictionarius jest częściowo tłumaczeniem oryginału, a częściowo został napisany od nowa na potrzeby polskiej edycji. Autorstwo polskiego wydania słownika Murmeliusza było przedmiotem badań historycznych oraz językoznawczych. Badaczka gwar wieluńskich Honorata Skoczylas-Stawska w połowie lat dziewięćdziesiątych dowiodła, że w polskiej części Dykcjonarza występuje wiele cech językowych charakterystycznych dla gwar ziemi wieluńskiej. Za autora części polskiej uznano Hieronima Spiczyńskiego, zaś niemieckiej – Hieronima Wietora .
Słownik wielokrotnie został wydany w XVI i XVII wieku. Pierwsze wydanie słownika miało miejsce w 1528, a trzynaście kolejnych edycji w latach 1533–1626. Z wydania z 1528 zachowało się pięć egzemplarzy, przechowywanych w Polsce, Niemczech i Szwecji. W wydaniach po 1533 układ łacińsko-niemiecko-polski został zastąpiony układem łacińsko-polsko-niemieckim, co wskazuje na wzrost znaczenia języka polskiego wśród potencjalnych odbiorców słownika .

## Układ słownika
Słownik zawiera w sumie 2444 hasła polskie, liczące łącznie 4366 wyrazów. Na początku słownika umieszczony jest alfabetyczny spis rozdziałów oraz 45-stronicowy alfabetyczny indeks wyrazów łacińskich, ułatwiający dotarcie do słów polskich i niemieckich. Właściwe hasła podzielone są tematycznie na 47 rozdziałów, takich jak np. De Deo et rebus coelestibus (O Bodze i rzeczach niebieskich), De temporibus (O czasiech), De animalium generibus (O zwierzęciach), De libris (O księgach). W obrębie rozdziałów przeważa porządek rzeczowy .
Wyrazami hasłowymi są słowa łacińskie. Na drugim miejscu występuje słowo niemieckie, zaś na trzecim – polskie. Przy haśle łacińskim podane są informacje gramatyczne, np. rodzaj gramatyczny, grupa deklinacyjna. Przymiotniki tworzone od rzeczowników stanowią osobne hasła.

## Zachowane egzemplarze
Z wydania z 1528 roku zachowało się jedynie 5 egzemplarzy, trzy w Polsce i dwa za granicą :
- Bibliotece Narodowej w Warszawie,
- Wojewódzkiej Bibliotece Publicznej im. Hieronima Łopacińskiego w Lublinie,
- Bibliotece Ossolineum we Wrocławiu,
- Staatsbibliothek w Monachium,
- Bibliotece Uniwersytetu w Uppsali.